# رمو هولسمر
رمو هولسمر (استونیایی: Remo Holsmer؛ زادهٔ ۲۰ سپتامبر ۱۹۸۰) سیاستمدار اهل استونی است.
از باشگاه‌هایی که در آن بازی کرده‌است می‌توان به باشگاه بسکتبال کالو اشاره کرد.